# Père Fouettard
Père Fouettard (anhörenⓘ, nach frz.: fouet = Peitsche, Geißel) ist eine in Frankreich verbreitete Figur des Nikolaus-Brauchtums. Sie hat ihre Entsprechung im Knecht Ruprecht, Schmutzli in der Deutschschweiz, Krampus im südlichen Bayern und der Oberpfalz, in Österreich, Liechtenstein, Ungarn, Kroatien, Slowenien, der Slowakei, Tschechien, Südtirol, Welschtirol (Trentino) und Teilen des außeralpinen Norditaliens, im elsässischen Hans Trapp und im niederländischen Zwarte Piet. Père Fouettard ist dabei der meist in schwarz oder braun gekleidete Gehilfe des Sankt Nikolaus.
Über den Ursprung der Figur des Père Fouettard im Gebiet von Elsass und Lothringen gibt es mehrere Versionen. Zum einen soll Hans von Drodt, ein Adliger, der im Mittelalter die Stadt Wissembourg terrorisiert hatte, das historische Vorbild gewesen sein. Zum anderen gilt ein Vorfall aus dem Jahre 1552 als Ursprung: Dabei sollen die Bewohner der Stadt Metz, als die Stadt von Kaiser Karl V. belagert wurde, eine Puppe des eine Geißel tragenden Kaisers durch die Straßen der Stadt geführt und anschließend verbrannt haben.
Die genaue Rolle des Père Fouettard ist je nach lokaler Tradition etwas unterschiedlich; teilweise wird er als Helfer des Heiligen Nikolaus beim Verteilen der Geschenke gesehen, teilweise erscheint er aber auch als Gegenpol, der unartige Kinder bestraft.